# Екатерина, герцогиня Кентская
Екатерина, герцогиня Кентская (англ. Katharine, Duchess of Kent, урождённая Екатерина Люси Мария Уорсли, англ. Katharine Lucy Mary Worsley; род. 22 февраля 1933 года, Ховингхем, Йоркшир) — супруга Эдварда, герцога Кентского, внука короля Георга V и двоюродного брата королевы Елизаветы II, член британской королевской семьи.
Герцогиня привлекла внимания общественности в 1994 году, сменив свою протестантскую веру на католическую. Екатерина связана с миром музыки, выступала в составе нескольких хоров. Екатерина известна и тем, что вручала трофеи на Уимблдонском турнире, унаследовав эту роль от своей свекрови герцогини Марины.
С 8 сентября 2022 года после смерти Елизаветы II, является самым старым членом БКС.

## Брак
8 июня 1961 года Екатерина вышла замуж за принца Эдварда, герцога Кентского, старшего сына трагически погибшего Георга, герцога Кентского и его супруги Марины Греческой. Его отец был четвёртым сыном короля Георга V. Свадьба прошла в Йоркском соборе. На свадьбе присутствовали члены британской и испанской королевских семей. После брака Екатерина получила титул Её Королевское Высочество герцогиня Кентская.
В семье родилось трое детей:
- Георг (Джордж), граф Сент-Эндрюс (род. 1962) женился на Сильвии Томассели, трое детей;
- Леди Элен Тейлор (род. 1964) вышла замуж за Тимоти Тейлора, четверо детей;
- Лорд Николас Виндзор (род. 1970) женился на Паоле Дойме де Лупис де Франкопан, трое сыновей.

## Титулы
- 22 февраля 1933 — 8 июня 1961: мисс Екатерина Люси Мария Уорсли
- с 8 июня 1961: Её Королевское Высочество герцогиня Кентская

Её полный титул: Её Королевское Высочество принцесса Эдвард Джордж Николас Пол Патрик, герцогиня Кентская, графиня Сент-Эндрюс и баронесса Даунтпатрик, Дама Большого креста Королевского Викторианского ордена.